# Hypergamie
L’hypergamie, du grec « υπερ » (« au-dessus ») et « γαμος » (« mariage »), est pour un individu le fait d'avoir un conjoint dont le niveau social est plus « élevé », ou plus généralement, dans une société, le fait de préférer des alliances avec un conjoint de statut plus élevé. On parle d'hypergamie féminine lorsque le statut de la femme est inférieur à celui du mari, et d'hypergamie masculine dans le cas inverse.

## Sociétés occidentales
Selon une étude américaine parue en 2005 sur les préférences dans le choix de partenaires (en), les hommes rechercheraient préférentiellement chez les femmes la santé et la beauté, les femmes accorderaient plus d'importance au statut, à la réussite professionnelle et à l'ambition chez les hommes. La journaliste Peggy Sastre remarque que l'hypergamie féminine ne s'atténue pas malgré l'augmentation des revenus de la femme.
Le sociologue Milan Bouchet-Valat décrit cependant un changement de tendance : « Nous en sommes restés à des théories qui ont vingt-cinq ans, selon lesquelles la règle était 'l’hypergamie féminine' — que la femme se mariait 'vers le haut' — sans mettre à jour les travaux sociologiques. 
En fait, depuis l’année 2000 environ, les femmes en France sont plus diplômées que leur conjoint.». Le sociologue complète : «Nous observons que le célibat définitif des femmes n’augmente plus avec leur diplôme, alors que les plus diplômées, nées avant-guerre, étaient fortement désavantagées sur le marché conjugal. À l’inverse, le célibat définitif des hommes non diplômés s’est accentué, signe de l’effet négatif persistant des difficultés d’insertion professionnelle sur la conjugalité masculine.»
Selon Milan Bouchet-Valat, l'hypergamie féminine dans les couples hétérosexuels est le symptôme d'inégalités structurelles entre les hommes et les femmes dans la société, qu’elle s'explique par une "contrainte de disponibilité des conjoints d’un niveau de diplôme donné". En effet la majorité des femmes occupe des positions professionnelles inférieures aux hommes, même si cet écart a tendance à se réduire,; et les progressions de carrière des femmes sont en moyenne moins élevées que celles des hommes, donc la supériorité de la profession de l’homme sur sa conjointe tend à se renforcer au cours du temps. D'autre part, l'hypergamie féminine résulte également de normes sociales qui influencent les préférences des individus.[précision nécessaire]

## En Inde
En Inde, l'hypergamie est pratiquée dans les castes supérieures. Le cas Khabou Dhin est resté célèbre.  Khabou Dhin, membre de la caste des Rajput à Kangra, en Inde du Nord, fut condamné par les Britanniques pour avoir tué ses deux filles plutôt que de les marier à des hommes de caste inférieure.